# Meseta del Mato Grosso
La Meseta del Mato Grosso (en portugués, Planalto do Mato Grosso,  esto es, 'Meseta del arbusto espeso') es una meseta que se yergue a una elevación de unos 500 m s. n. m., en el sector central de Brasil, y que ocupa casi todo el estado homónimo. La meseta abarca por el oeste desde la frontera del estado de Goiás hasta la Serra dos Parecis, cerca de la frontera con Bolivia. De la meseta nacen varias cordilleras de poca altitud mientras al SO descienden hasta la baja llanura pantanosa recorrida por el río Paraguay y sus afluentes. 
En Mato Grosso se suceden tres grandes ecosistemas: el Cerrado, una vasta ecorregión de sabana tropical; los terrenos inundables denominados El Pantanal, recorridos por el río Paraguay y sus afluentes, que conforman el mayor humedal del mundo, y que son el hábitat de casi mil especies de animales y de muchas aves acuáticas;y la selva amazónica, en el extremo noroeste. 
La meseta está habitada por varios pueblos indígenas, como los xavantes. En Mato Grosso se encuentra también el Parque Indígena Xingu. 

## Efectos de la erosión
La utilización no sostenible de la tierra en las mesetas ha provocado la erosión del suelo y, como consecuencia directa de ello, la agradación de los ríos, por acumulación de sedimentos, según ha expresado el biólogo José Sabino.Un caso especialmente relevante ha sido el del río Taquari, donde las actividades ganaderas, en continuo crecimiento desde 1970, han provocado la acumulación de sedimentos en la zona inferior del curso del río. Ello ha causado el desbordamiento y la inundación continua de unos 5 000 km², afectando a los ecosistemas de la región.